# Romantic Tragedy's Crescendo
Romantic Tragedy's Crescendo è il primo album dei Macbeth, uscito nell'ottobre 1998.

## Tracce
1. A Gothic Overture – 2:21
2. Forever... – 5:31
3. The Dark Kiss of My Angel – 5:40
4. Black Heaven – 4:50
5. The Twilight Melancholy – 4:37
6. Thy Mournful Lover – 5:05
7. Moonlight Caress – 4:39
8. Shadows of Eden – 4:06
9. Sweet Endless Sleep – 6:09

### Formazione
- Fabrizio Cislaghi - batteria
- Alex - chitarra
- Luca Sassi - chitarra
- Vittorio - voce
- Fabio - basso
- Cristina - voce
- Andrea Messieri - tastiere